# Otakar Šrámek
Otakar Šrámek (1889 – 22. února 1943 Auschwitz) byl za 2. světové války zaměstnancem Janečkovy zbrojovky v Praze, účastník protinacistického odboje. Spolu se svým bratrem Miroslavem Šrámkem a manželkou Annou Šrámkovou byl aktivní podporovatel členů výsadku Anthropoid.

## Život
Otakar Šrámek byl za protektorátu zaměstnán ve zbrojní továrně ing. Františka Janečka v Pražské Michli, která byla od začátku německé okupace Čech, Moravy a Slezska začleněna do německé zbrojní výroby. Nacházela se podél dnešní ulice Budějovická a vyráběla pro Wehrmacht a Luftwaffe pumy, nosiče pum a jejich příslušenství, motory ale i další drobné součástky. Pracovalo se zde i na vývoji střelných zbraní a motocyklů.
Otakar Šrámek byl ženatý s Annou Šrámkovou, rozenou Bláhovou (* 9. února 1906) a bydlel s ní v Soudní ulici 739/16 na Pankráci v Praze. Dne 3. prosince 1932 se jim narodil syn Otakar.

### V odboji
Za německé okupace se Otakar Šrámek spolu se svým bratrem Miroslavem Šrámkem (* 1896), revidentem u Zemského soudu, zapojil do protinacistického odboje. Jeho blízkými spolupracovníky z odboje byli Oldřich Frolík a Stanislav Albrecht (oba zaměstnanci Janečkovy zbrojovky), spolupracoval rovněž s kpt. Karlem Pavlíkem a pplk. Václavem Novákem. Hlavou odbojové skupiny bratrů Šrámkových byl jeho bratr Miroslav, bývalý ruský legionář a starosta Sokola v Námestove na Slovensku, poté člen Sokola ve Strašnicích. Miroslav udržoval spojení se skupinou generála Vojtěcha Luži.
Jeho manželka Anna Šrámková byla rovněž zapojena do ilegální činnosti svého muže. V noci z 28. na 29. prosince 1941 seskočili u Nehvizd parašutisté z výsadku Anthropoid. V bytě u manželů Šrámkových nacházeli rtm. Jozef Gabčík a rtm. Jan Kubiš jeden z mnoha spolehlivých dočasných úkrytů a byl zde také úkryt jeden z jejich padáků. Ke Šrámkovým je přivedla na jaře 1942 jedna z klíčových podporovatelek parašutistů Marie Moravcová.
V zimě a na jaře roku 1942 docházeli Otakar a Miroslav Šrámkovi na statek bratří Vojtěchovských v pražských Strašnicích. V místech, kde se nyní  nachází sídliště, se za protektorátu na adrese Katteho čp. 12 (dnes Ke Strašnické 13, Praha 10 – Strašnice) rozkládal statek bratrů Miroslava Vojtěchovského a Jiřího Vojtěchovského. Ze statku v červenci až září 1941 vysílala radiostanice SPARTA I, obsluhovaná Jindřichem Klečkou a Otto Linhartem. V zimě a na jaře roku 1942 se zde konaly schůzky odbojářů, kterých se průběžně účastnili vedle bratrů Šrámkových a Vojtěchovských také Oldřich Frolík, kpt. Karel Pavlík, pplk. Novák, Ladislav Vaněk a výsadkáři Jan Kubiš, Jozef Gabčík, Josef Valčík a další.
V únoru 1942 se Šrámkovi účastnil na statku Vojtěchovských informační schůzky ohledně příprav doskokové (shazovací) plochy u Uhříněvse. Jozef Gabčík a Jan Kubiš potřebovali najít vhodné místo, kde by anglická letadla mohla shodit zbraně, případně vysílací stanici či vytyčit doskokovou plochu pro další výsadky z Velké Británie (např. Out Distance). Miroslav Šrámek v této věci oslovil pplk. Nováka, který u Uhříněvse vybral místo v blízkosti vršku Jankov. Skupina tam na začátku března 1942 čekala dvakrát marně na přílet letadla. Doskokové plochy v okolí Uhříněvsi nakonec využity nebyly.
Po smrti jeho bratra Miroslava Šrámka, který při zatýkání 29. března 1942 spáchal sebevraždu, se stal Otakar Šrámek hlavou jejich odbojové skupiny. Jeho blízký spolupracovník z Janečkovy zbrojovky Oldřich Frolík se sice 15. září 1942 prostřílel z obklíčení při pokusu o zatčení a unikl, ale Otakar Šrámek musel přejít do ilegality. Skrýval se v Bečvárech u Kolína a v Konětopech. Výslechem jeho syna se pátrací skupina JUDr. Jaroslava Ženatého ale dostala na jeho stopu a 21. září 1942 ho gestapo v Bečvárech zatklo.
Otakar Šrámek byl přinucen přistoupit na špinavou hru gestapa. Komisař Heinz Pannwitz slíbil jemu a jeho manželce Anně beztrestnost výměnou za napsání lstivého dopisu, v němž nabídne Frolíkovi „bezpečný úkryt“ a pomůže ho takto chytit. V opačném případě hrozilo gestapo popravením rukojmích. Otakar Šrámek dopis napsal, a podílel se tak na zradě Frolíka. Gestapo ale slib nedodrželo. Otakar Šrámek byl odeslán do koncentračního tábora v Osvětimi, kde v závěru pochodu smrti zemřel 22. února 1943. Oldřich Frolík byl dopaden 23. září 1942 a společně se svou manželkou Barborou Frolíkovou popraven 26. ledna 1943 v koncentračním táboře Mauthausen. Otakarova manželka Anna Šrámková, která před svým zatčením vyšila dvoumetrový gobelín pro prezidenta Edvarda Beneše, byla v dubnu 1944 deportována k soudnímu dvoru do Drážďan, který ji odsoudil k trestu smrti. Byla popravena stětím gilotinou 11. října 1944 v Drážďanech.

## Po válce
- Po skončení druhé světové války dne 9. července 1946 odevzdali do expozice Vojenského historického muzea bratři Anny Šrámkové – Josef Bláha a Antonín Bláha – padák a revolver, který schovali parašutisté výsadku Anthropoid u Šrámkových v Nuslích v Soudní ulici.[8]
- Ukrytý gobelínový obraz po válce vykopali bratři Anny Šrámkové a nechali jej zasadit do rámu od uměleckého řezbáře profesora Aloise Petruse.[6][8]
- Prezident republiky dr. Edvard Beneš na Pražském hradě přijal skupinu pozůstalých po manželech Otakaru a Anně Šrámkových, kteří mu obraz zasazený ve zdobeném rámu slavnostně předali. Další osud obrazu není znám.[6]

## Připomínka
- Jméno Otakara Šrámka je uvedeno na bronzové pamětní desce (vlevo od vchodu) věnované pankráckým odbojářům v Praze 4 – Michli, Budějovická 5/64. Na desce je nápis: "NEZAPOMENEME 1938-1945: Albrecht Stanislav, Albrechtová Frant., Behemský Josef, Cimler Václav, Frolík Oldřich, Havelka Jiří, Dr.Hauner Vilém, Hlavatý Antonín, Hyrman Josef, Kašpar Karel, Langer Jiří, Lukáš Antonín, Mezera Ladislav, Němec Emanuel, Nohejl Bohumil, Osvald Rudolf, Pikrt Václav, Rozumný Václav, Sedláček Alois, Svárovský Karel, Šrámek Otakar, Tuš Václav, Ťalský Karel, Vejvoda Vojt."[12]

## Galerie

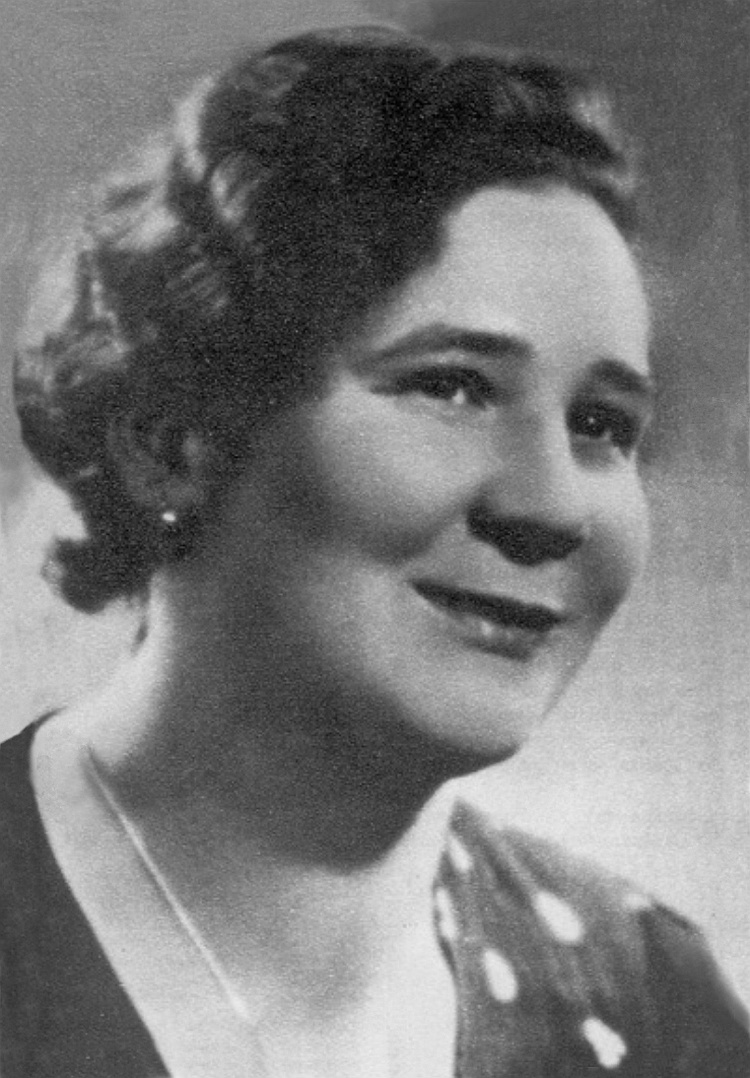
Manželka Anna Šrámková
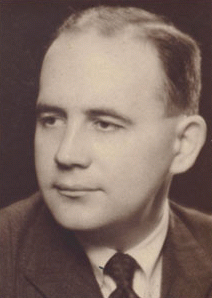
Spolupracovník v odboji Oldřich Frolík
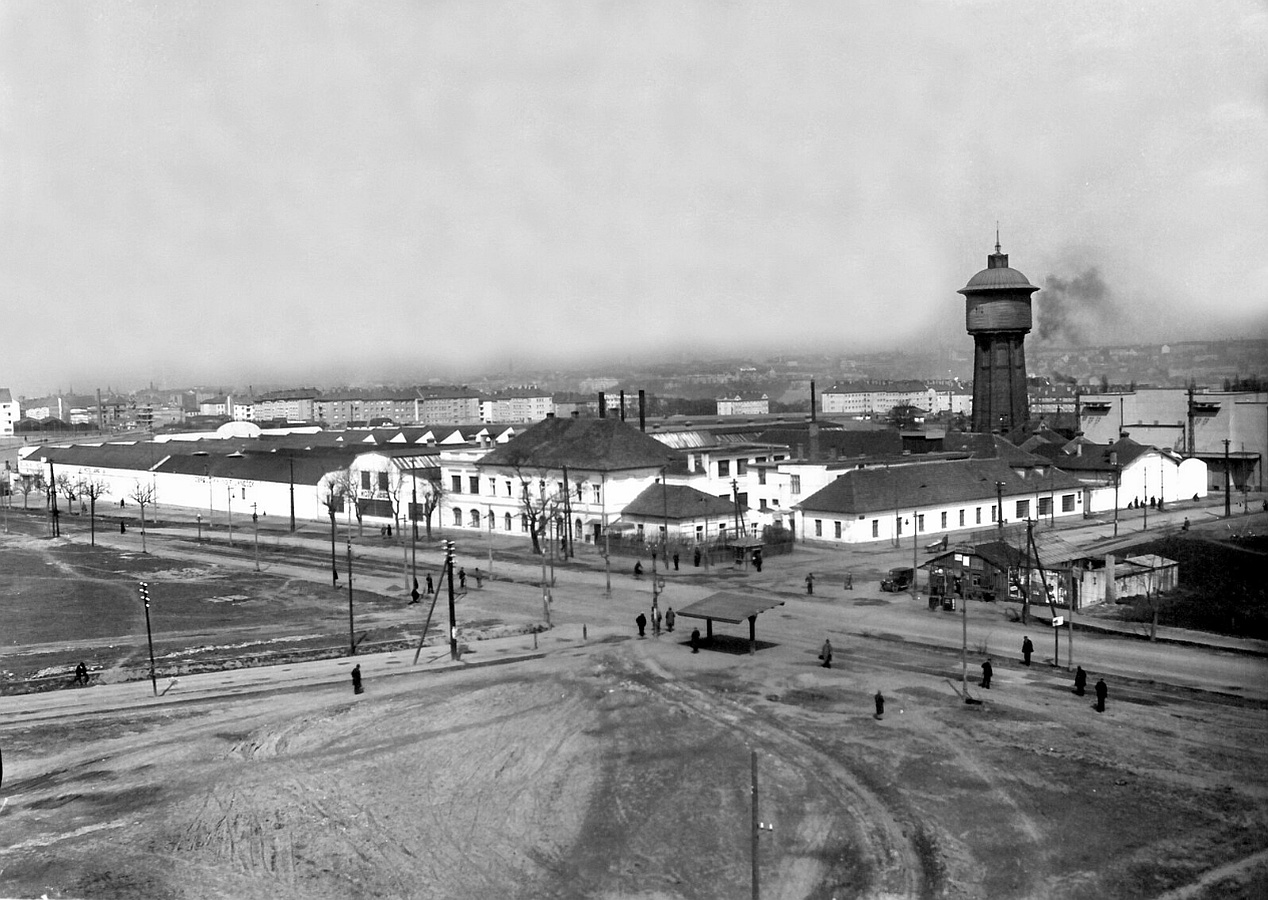
Janečkova továrna ve 30. letech 20. století
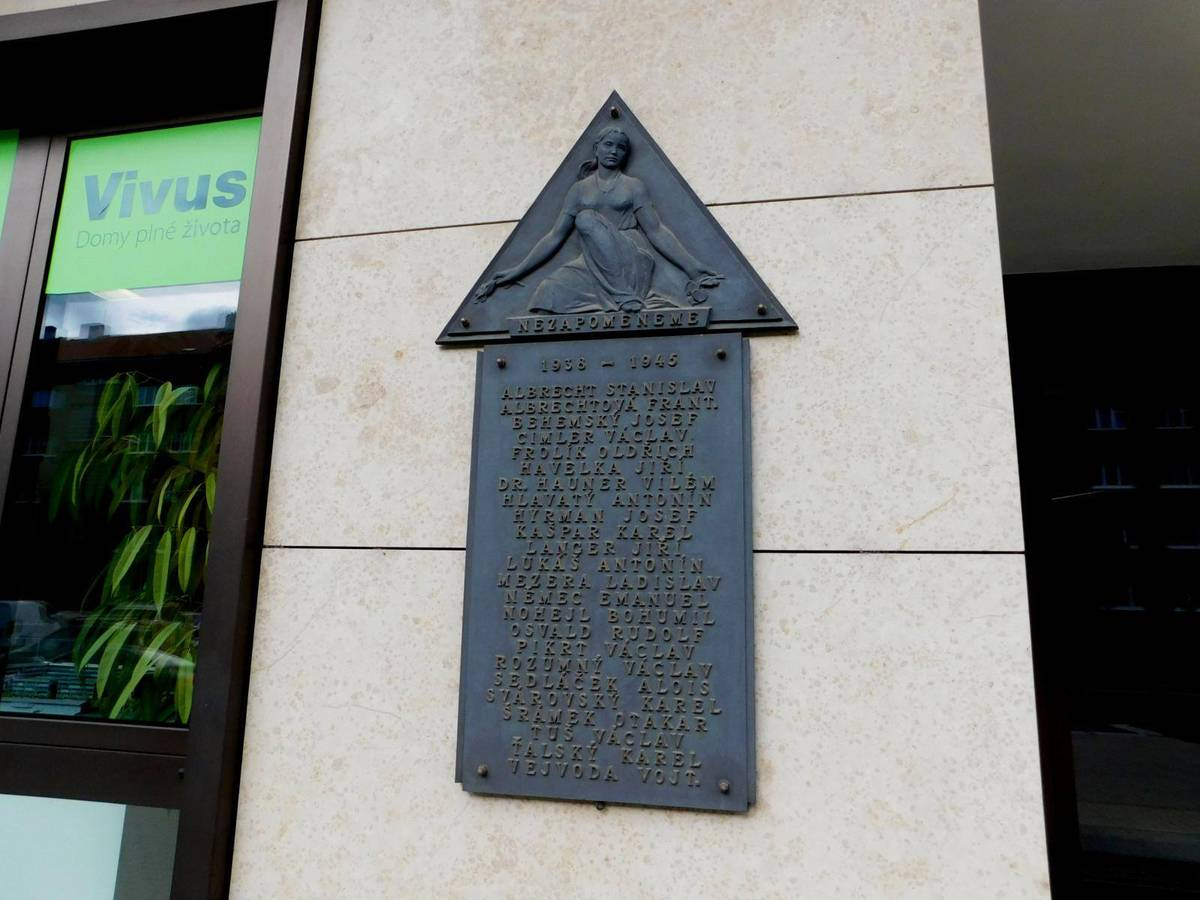
Pamětní deska obětem 2. světové války v Praze 4-Michli, Budějovická 5/64